# Rsh
rsh, vzdálený shell, (remote shell) je řádkový program, který umožňuje provádět příkazy na jiném počítači přes počítačovou síť pracující s protokoly TCP/IP. Protože nesplňuje současné požadavky na bezpečnost, měl by se místo něj používat program ssh.
Příkaz rsh je klient, na druhém počítači musí být spuštěn rsh démon (rshd), který typicky používá smluvený TCP port 513.

## Historie
Program rsh se objevil v roce 1983 na operačním systému Unix 4.2BSD spolu s programem rcp, jako součást balíčku rlogin. Byl portován i na jiné operační systémy.
Jméno rsh může mít také zcela jiný program – shell s omezeným přístupem, který se poprvé objevil v PWB/UNIX; v System V Release 4 byl omezený shell obvykle /usr/bin/rsh.

## Bezpečnost
Jak je popsáno v článku rlogin, není používání protokolu rsh bezpečné, protože přenáší nazašifrované informace přes síť. Některé implementace provádějí autentizaci zasíláním nazašifrovaného hesla přes síť. Ve většině použití lze rsh nahradit programem ssh.

## Příklad použití
Pro provedení příkazu mkdir testdir jako uživatel remoteuser na počítači server.domena.com, na kterém běží Unixový systém, lze použít následující příkaz:
```
$ 
rsh
 
-l
 
remoteuser
 
server.domena.com
 
"mkdir testdir"

```

Po provedení příkazu na vzdáleném počítači příkaz rsh skončí. Pokud nebyl za jménem serveru zadán žádný příkaz, rsh provede přihlášení na vzdálený systém použitím rlogin. Je-li vzdálený počítač zadán jménem, použije se pro nalezení jeho adresy Domain Name System.

## Bind shell a inverzní shell
Vzdálenou relaci může zahájit jak klient (který posílá příkaz) tak server (na kterém se příkaz provádí). V prvním případě se vzdálený shell nazývá anglicky bind shell, ve druhém případě reverse shell (inverzní shell).
Inverzní shell lze použít, pokud zařízení, na kterém se má příkaz provést, není přímo dostupné – například pro vzdálenou údržbu počítačů umístěných za NAT, ke kterým nelze přistupovat zvenčí. Inverzní shell může být zneužit malwarem, který může útočníkovi umožnit ovládat napadené zařízení.